# Roar Skaane
Roar Skaane (ur. 9 kwietnia 1970 w Horten) – norweski kolarz szosowy, brązowy medalista mistrzostw świata.

## Kariera
Największy sukces w karierze Roar Skaane osiągnął w 1991 roku, kiedy wspólnie z Johnnym Sætherem, Stigiem Kristiansenem i Bjørnem Stenersenem zdobył brązowy medal w drużynowej jeździe na czas podczas mistrzostw świata w Stuttgarcie. Był to jednak jedyny medal wywalczony przez niego na międzynarodowej imprezie tej rangi. W tej samej konkurencji zdobył także brązowy medal na mistrzostwach krajów nordyckich w 1993 roku. W drużynowej jeździe na czas wystąpił także na igrzyskach olimpijskich w Barcelonie w 1992 roku, gdzie Norwegowie zajęli jedenaste miejsce. Trzykrotnie zdobywał złote medale mistrzostw kraju.